# Aleksije II. Komnen
Aleksije II. Komnen (grč. Αλέξιος Β’ Κομνηνός, Alexios II Komnēnos) (10. rujna 1169. – Carigrad, listopad 1183.), bizantski car (1180. – 1183.) iz dinastije Komnena. Sin i nasljednik cara Manuela I. i Marije Antiohijske. Budući da je bio maloljetnik po usponu na prijestolje nakon očeve smrti, regentstvo i vlast u njegovo ime preuzela je njegova majka Marija.
Marija je bila omražena, jer je bila katolkinja pa se protiv nje stvorila brojna opozicija koja je uključivala sestru malodobnog cara Mariju i njenog supruga Reniera Montferratskog s jedne strane te Manuelovog rođaka Andronika s druge strane. Naposljetku je Andronik svrgnuo regentstvo i pogubio regentkinju Mariju, da bi po preuzimanju prijestolju ubio i malog cara.

## Vanjske poveznice
- Alexius II Comnenus - Britannica Online (engl.)

| Aleksije II. Komnen Dinastija KomnenRođ. 14. rujna 1169. Umr. listopad 1183. |                                                |                               |
| Vladarske titule                                                             |                                                |                               |
| prethodnik Manuel I. Komnen                                                  | bizantski car 24. rujna 1180. – listopad 1183. | nasljednik Andronik I. Komnen |